# Comunicação científica
O sistema de comunicação científica de uma determinada área do conhecimento é formado pelas diferentes formas de comunicação utilizadas pelos cientistas que representam a referida área.
Com o advento da rede mundial, conhecida como Internet, as formas de comunicação vêm se alterando, modificando, ampliando e proporcionando maior rapidez, eficiência, amplitude e rompendo barreiras temporais, geográficas e financeiras tanto nos canais formais como nos canais informais de comunicação.
A comunicação informal caracteriza-se pela comunicação de caráter pessoal, isto é, acesso limitado e pequena tiragem. Como exemplo dessa categoria de documento temos as cartas, os relatórios de pesquisas em andamento, relatórios de governo, a comunicação oral, entre outros.
Por sua vez a comunicação formal é caracterizada pelo amplo acesso e grande tiragem das fontes de informação como livros, artigos de periódicos.
De acordo com GROGAN (1992) os documentos ou fontes de informação podem apresentar-se em três categorias distintas:
1. documentos ou fontes primárias - são aqueles que discutem idéias novas, novas interpretações sobre acontecimentos importantes ou novos registros com a interferência direto do autor. São fontes que apresentam a dificuldade de acesso porque estão dispersas e praticamente fora do sistema de controle bibliográfico;
2. documentos ou fontes secundárias - documentos organizados de acordo com um arranjo definido, podendo ser arranjo alfabético, cronológico ou sistemático que contêm informações filtradas, organizadas e retiradas das fontes primárias. São exemplos os dicionários e as enciclopédias;
3. documentos ou fontes terciárias - não apresentam conhecimento, são na verdade guias, direcionadores, sinalizadores para a localização de informação contida nas fontes primárias e secundárias. Os catálogos, diretórios, bibliografias são exemplos dessa categoria;
Com o avanço das tecnologias de comunicação e informação alguns desses conceitos estabelecidos como canais formais ou informais, documentos primários ou secundários estão sendo questionados e revistos por alguns autores.

## Referência
- GROGAN, D. Science and technology: an introduction to the literature. 2nd.ed.  London : C. Bingley, 1992. cap.1 : The literature, p.14-19.